# 太平镇 (垫江县)
太平镇，是中华人民共和国重庆市垫江县下辖的一个乡镇级行政单位。

## 行政区划
太平镇下辖以下地区：
太桂社区、太合社区、松花村、群力村、桂花村、永庆村、永茂村、永远村、石良村、天兴村、大屋村、九龙村、牡丹村和新华村。